# Peurajärvi (sjö i Kuhmo, Kajanaland)
Peurajärvi är en sjö i kommunen Kuhmo i landskapet Kajanaland i Finland. Den är 8,1 meter djup. Arean är 44 hektar och strandlinjen är 4,69 kilometer lång. Sjön  ingår i Uleälvens huvudavrinningsområde.   Den ligger omkring 80 kilometer öster om Kajana och omkring 480 kilometer nordöst om Helsingfors. 
I sjön finns ön Luoto. 